# IHF-Feldhandball-Europapokal 1970
Am IHF-Feldhandball-Europapokal 1970 nahmen die nationalen Meister der Länder Österreich, Bundesrepublik Deutschland, Schweiz und den Niederlanden, sowie als Titelverteidiger der TSV Grün-Weiß Dankersen teil. Als Qualifikationsgrundlage diente die Saison 1969. Bei dieser dritten und letzten Austragung des Wettbewerbs setzte sich zum dritten Mal der TSV Grün-Weiß Dankersen durch. Der Dankerser Herbert Lübking wurde mit 30 Toren ebenfalls zum dritten Mal Torschützenkönig. Die Spiele des Turniers fanden vom 16. bis 18. Mai 1970 in den Orten Weinheim, Bensheim, Ketsch, Leimen, Oftersheim und Viernheim statt.

## Turniermodus
Die fünf teilnehmenden Mannschaften bestritten ein Rundenturnier, bei dem jede Mannschaft einmal gegen jedes andere Team antrat. Die Mannschaft, die nach Abschluss dieser Begegnungen die meisten Punkte aufwies, wurde Sieger. Bei einer eventuellen Punktgleichheit zwischen zwei oder mehreren Mannschaften hätte das bessere Torverhältnis den Ausschlag gegeben.

### Teilnehmende Mannschaften
- Union Edelweiß Linz (Meister)[4]
- SG Leutershausen (Bundesliga)
- KTSV St. Otmar St. Gallen (Nationalliga A)
- TV Aalsmeer
- TSV Grün-Weiß Dankersen (als Titelverteidiger) (Bundesliga)

## Tabelle und Spiele
| Pl. | Land                      | Sp. | S | U | N | Tore    | Diff. | Punkte |
| --- | ------------------------- | --- | - | - | - | ------- | ----- | ------ |
| 1.  | TSV Grün-Weiß Dankersen   | 4   | 4 | 0 | 0 | 073:330 | +40   | 08:00  |
| 2.  | SG Leutershausen          | 4   | 3 | 0 | 1 | 062:460 | +16   | 06:20  |
| 3.  | KTSV St. Otmar St. Gallen | 4   | 2 | 0 | 2 | 053:620 | −9    | 04:40  |
| 4.  | Union Edelweiß Linz       | 4   | 1 | 0 | 3 | 042:580 | −16   | 02:60  |
| 5.  | TV Aalsmeer               | 4   | 0 | 0 | 4 | 034:650 | −31   | 00:80  |

|  | Europapokalsieger 1970 |

| 16. Mai 1970 18:00 Uhr | SG Leutershausen | 16 : 9  | TV Aalsmeer   | Weinheim Zuschauer: ? Schiedsrichter: Bosshard |
| 16. Mai 1970 18:00 Uhr | Plambeck (4)     | (8 : 4) | Aardewijn (3) | Weinheim Zuschauer: ? Schiedsrichter: Bosshard |
| 16. Mai 1970 18:00 Uhr |                  |         |               | Weinheim Zuschauer: ? Schiedsrichter: Bosshard |

| 16. Mai 1970 18:45 Uhr | TSV Grün-Weiß Dankersen | 19 : 12  | KTSV St. Otmar St. Gallen | Bensheim Zuschauer: 600 Schiedsrichter: Trcka |
| 16. Mai 1970 18:45 Uhr | Lübking (7)             | (11 : 7) | Notter (8)                | Bensheim Zuschauer: 600 Schiedsrichter: Trcka |
| 16. Mai 1970 18:45 Uhr |                         |          |                           | Bensheim Zuschauer: 600 Schiedsrichter: Trcka |

| 17. Mai 1970 10:30 Uhr | TSV St. Otmar St. Gallen | 12 : 8  | TV Aalsmeer                     | Ketsch Zuschauer: 700 Schiedsrichter: Falk |
| 17. Mai 1970 10:30 Uhr | Notter (8)               | (5 : 4) | Aardewijn, Tromp, Hasenfurt (2) | Ketsch Zuschauer: 700 Schiedsrichter: Falk |
| 17. Mai 1970 10:30 Uhr |                          |         |                                 | Ketsch Zuschauer: 700 Schiedsrichter: Falk |

| 17. Mai 1970 11:45 Uhr | Union Edelweiß Linz | 8 : 13  | TSV Grün-Weiß Dankersen | Ketsch Zuschauer: ? Schiedsrichter: Bosshard |
| 17. Mai 1970 11:45 Uhr | Frauenberger (2)    | (2 : 6) | Lübking (6)             | Ketsch Zuschauer: ? Schiedsrichter: Bosshard |
| 17. Mai 1970 11:45 Uhr |                     |         |                         | Ketsch Zuschauer: ? Schiedsrichter: Bosshard |

| 17. Mai 1970 16:30 Uhr | TV Aalsmeer | 10 : 14 | Union Edelweiß Linz | Weinheim Zuschauer: ? Schiedsrichter: Lutz |
| 17. Mai 1970 16:30 Uhr | Rinkel (3)  | (4 : 6) | Strecker (5)        | Weinheim Zuschauer: ? Schiedsrichter: Lutz |
| 17. Mai 1970 16:30 Uhr |             |         |                     | Weinheim Zuschauer: ? Schiedsrichter: Lutz |

| 17. Mai 1970 17:45 Uhr | SG Leutershausen | 21 : 10  | TSV St. Otmar St. Gallen | Weinheim Zuschauer: ? Schiedsrichter: ? |
| 17. Mai 1970 17:45 Uhr | Hutter (9)       | (11 : 5) | Notter (3)               | Weinheim Zuschauer: ? Schiedsrichter: ? |
| 17. Mai 1970 17:45 Uhr |                  |          |                          | Weinheim Zuschauer: ? Schiedsrichter: ? |

| 18. Mai 1970 11:00 Uhr | Union Edelweiß Linz | 9 : 16  | SG Leutershausen | Leimen Zuschauer: 1.200 Schiedsrichter: ? |
| 18. Mai 1970 11:00 Uhr | ?                   | (5 : 8) | J. Schmitt (4)   | Leimen Zuschauer: 1.200 Schiedsrichter: ? |
| 18. Mai 1970 11:00 Uhr |                     |         |                  | Leimen Zuschauer: 1.200 Schiedsrichter: ? |

| 18. Mai 1970 11:00 Uhr | TV Aalsmeer | 7 : 23   | TSV Grün-Weiß Dankersen | Oftersheim Zuschauer: ? Schiedsrichter: Trcka |
| 18. Mai 1970 11:00 Uhr | Rinkel (4)  | (2 : 11) | Lübking (10)            | Oftersheim Zuschauer: ? Schiedsrichter: Trcka |
| 18. Mai 1970 11:00 Uhr |             |          |                         | Oftersheim Zuschauer: ? Schiedsrichter: Trcka |

| 18. Mai 1970 16:00 Uhr | TSV St. Otmar St. Gallen | 19 : 14  | Union Edelweiß Linz | Viernheim Zuschauer: ? Schiedsrichter: Lutz |
| 18. Mai 1970 16:00 Uhr | Notter (6)               | (11 : 8) | Strecker (6)        | Viernheim Zuschauer: ? Schiedsrichter: Lutz |
| 18. Mai 1970 16:00 Uhr |                          |          |                     | Viernheim Zuschauer: ? Schiedsrichter: Lutz |

| 18. Mai 1970 17:15 Uhr | TSV Grün-Weiß Dankersen | 18 : 9  | SG Leutershausen | Viernheim Zuschauer: 6.000 Schiedsrichter: Trcka |
| 18. Mai 1970 17:15 Uhr | Lübking (7)             | (8 : 6) | Hönnige (3)      | Viernheim Zuschauer: 6.000 Schiedsrichter: Trcka |
| 18. Mai 1970 17:15 Uhr |                         |         |                  | Viernheim Zuschauer: 6.000 Schiedsrichter: Trcka |

## Statistiken

### Torschützenliste
| Pl.                           | Spieler         | Verein                    | Tore |
| ----------------------------- | --------------- | ------------------------- | ---- |
| 1                             | Herbert Lübking | TSV Grün-Weiß Dankersen   | 30   |
| 2                             | Peter Notter    | KTSV St. Otmar St. Gallen | 25   |
| 3                             | Bernd Munck     | TSV Grün-Weiß Dankersen   | 16   |
| Quelle: , Stand: 18. Mai 1970 |                 |                           |      |

### Die Siegermannschaft
| 1.                      | TSV Grün-Weiß Dankersen |
|                         | - Mannschaft: Helmut Meisolle, Wolfgang Mehrhoff, Klaus Barlach, Gerald Schüler, Wilfried Drögemeier (1), Manfred Horstkötter, Erwin Heuer, Bernd Munck (16), Herbert Nottmeier (6), Otto Weng (6), Hans-Jürgen Sulk (9), Herbert Lübking (30), Jürgen Pook, Jürgen Buhrmester (4), Thomas Falkenthal (1), Manfred Lohaus - Trainer: Friedrich Spannuth |
| In Klammern: Torerfolge | |